# Higashiizu
Higashiizu (東伊豆町 Higashiizu-chō?) es un pueblo en la prefectura de Shizuoka, Japón, localizado en el centro-este de la isla de Honshū, en la región de Chūbu. Tenía una población estimada de 11 389 habitantes el 1 de marzo de 2021 y una densidad de población de 146 personas por km².

## Geografía
Higashiizu está localizado en el sureste de la prefectura de Shizuoka, en el lado este de la península de Izu, frente a la bahía de Sagami en el océano Pacífico. Partes del pueblo se encuentran dentro de los límites del parque nacional Fuji-Hakone-Izu. Limita con las ciudades de Itō e Izu y con el pueblo de Kawazu.

## Historia
Durante el período Edo, toda la provincia de Izu era territorio bajo el control directo del shogunato Tokugawa, y el área que ahora comprende la ciudad Higashiizu consistía en 5 villas (Inatori, Naramoto, Shirata, Katase y Ōkawa). Con el establecimiento del sistema de municipios modernos a principios del período Meiji en 1889, el área se reorganizó en dos villas (Inatori y Jōtō) en el distrito de Kamo. Inatori fue elevado al estado de pueblo en diciembre de 1920. El pueblo de Higashiizu fue fundado el 3 de mayo de 1959 a través de la fusión de Inatori con la villa de Jōtō.

## Demografía
Según los datos del censo japonés, la población de Higashiizu ha disminuido lentamente en los últimos 40 años.
| Gráfica de evolución demográfica de Higashiizu entre 1940 y 2015 |
|                                                                  |
| Oficina de Estadística de Japón                                  |